# Centropogon dissectus
Centropogon dissectus este o specie de plantă din familia Campanulaceae. Este endemică din Ecuador. Habitatul natural al speciei constă în pădurile montane tropicale sau subtropicale umede. Specia nu este amenințată de pierderea habitatului, întrucât riscul dispariției sale este mediu.

## Source
- Moreno, P. & Pitman, N. 2003.  Centropogon dissectus.   2006 IUCN Red List of Threatened Species.